# Paradeudorix ituri
Paradeudorix ituri is een vlinder uit de familie van de Lycaenidae. De wetenschappelijke naam van de soort is voor het eerst gepubliceerd in 1908 door George Thomas Bethune-Baker.

## Verspreiding
De soort komt voor in de primaire regenwouden van Nigeria, Kameroen, Equatoriaal Guinea, Gabon, Congo-Brazzaville, Centraal Afrikaanse Republiek, Congo-Kinshasa, Zuid-Soedan, Oeganda, Kenia en Tanzania.

## Ondersoorten
- Paradeudorix ituri ituri (Bethune-Baker, 1908) (Nigeria, Kameroen, Equatoriaal Guinea, Gabon, Congo-Brazzaville, Centraal Afrikaanse Republiek, Congo-Kinshasa)
  - = Hypokopelates kallipygos Birket-Smith, 1960
  - = Deudorix ultramarina Stempffer, 1964
- Paradeudorix ituri ugandae (Talbot, 1935) (Zuid-Soedan, Oeganda, West-Kenia, Noordwest-Tanzania)
  - = Hypokopelates eleala ugandae Talbot, 1935
  - = Hypokopelates ugandae Talbot, 1935